# Ratgar-Basilika

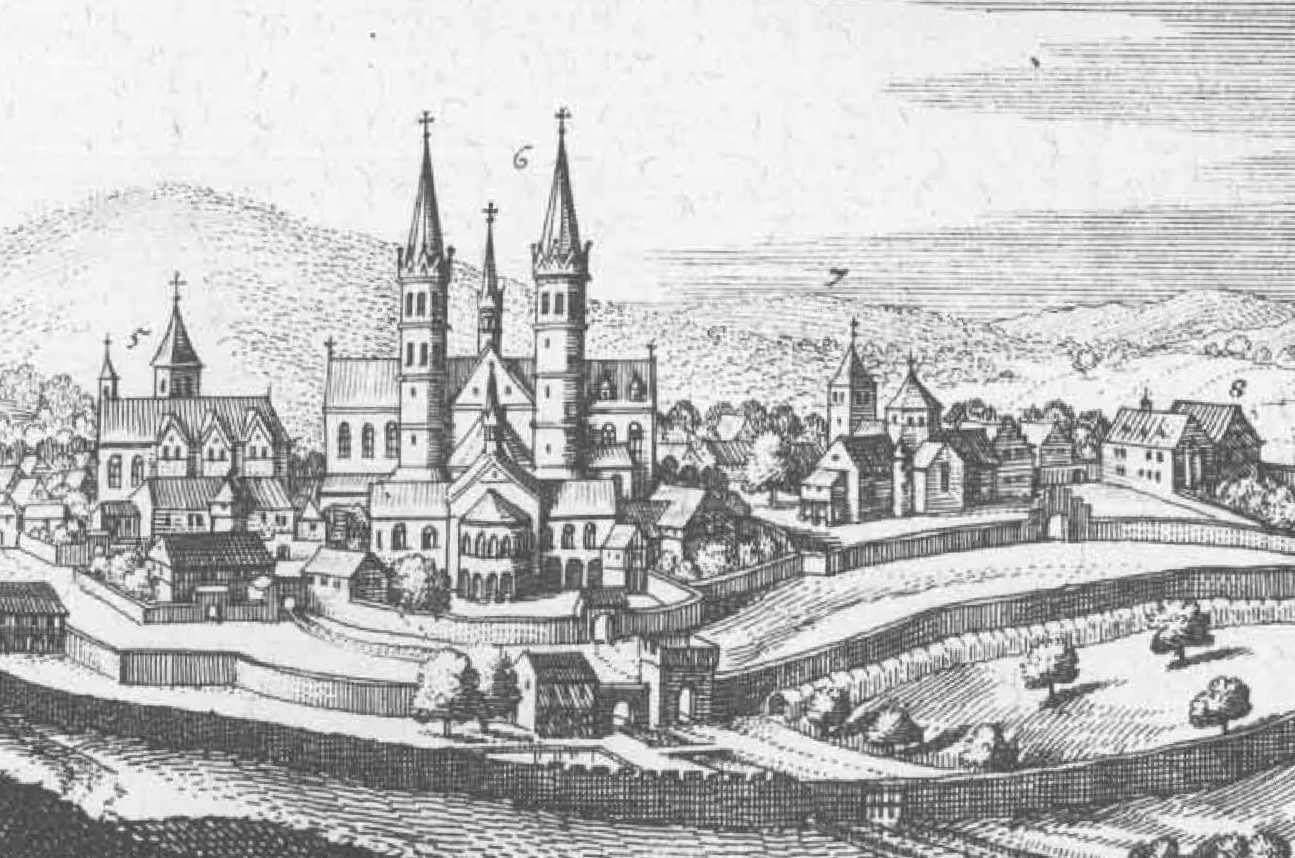
Blick auf das Kloster von Osten, in der Mitte ist die Ratgar-Basilika zu sehen, 1655

Die Ratgar-Basilika, nach anderer Schreibweise auch Ratger-Basilika, wurde von 791 bis 819 im Kloster Fulda erbaut und wie schon der Vorgängerbau dem Hl. Salvator (Heiland) geweiht. Sie wird heute meist nach ihrem Baumeister, dem Mönch und späteren Fuldaer Abt Ratgar, benannt. Die Ratgar-Basilika, einst größte Basilika nördlich der Alpen, wurde 1704 bis 1712 nach Plänen des Baumeisters Johann Dientzenhofer durch einen Neubau im Stil römischer Barockkirchen ersetzt. 1752 wurde die Fürstabtei in den Rang eines Bistums erhoben, seither fungiert die Abteikirche als Kathedralkirche des Bistums Fulda.

## Geschichte
Die Basilika entstand nach dem Vorbild des alten Petersdoms in Rom als doppelchörige dreischiffige Basilika mit Westquerhaus und war der größte Kirchenbau nördlich der Alpen. Sie ersetzte als Klosterkirche den von Sturmius errichteten Sturmius-Bau aus der Mitte des 8. Jahrhunderts.
Zunächst wurde sie, wie schon der Vorgängerbau, als dreischiffige Basilika mit Ostapsis angelegt. Nach seinem Amtsantritt als Abt 802 fügte Ratgar ein Westquerhaus mit Westapsis an, in der die Errichtung eines Altars für die bisher im Kreuzaltar des Mittelschiffs ruhenden Gebeine des Heiligen Bonifatius vorgesehen war. Mit der Planung trug Ratgar der Tatsache Rechnung, dass die Basilika mit ihrem ursprünglichen Salvator-Patrozinium sich mehr und mehr zu einer Grabkirche des 754 noch im Vorgängerbau beigesetzten Missionars entwickelt hatte und entsprechende Pilgerströme anzog.
Der Bau verschlang so große Mittel und überbeanspruchte die Kräfte der Klostergemeinschaft so sehr, dass Ratgar nach einem vergeblichen Anlauf der Brüder von 812 aufgrund des 817 vom Konvent des Klosters in einer erweiterten Fassung erneut eingereichten Beschwerdebriefes (Supplex Libellus) von Kaiser Ludwig dem Frommen abgesetzt wurde.
Ratgars Nachfolger Eigil ließ durch den Fuldaer Mönch und Baumeister Rachulf nachträglich zwei Krypten einfügen, die zu den frühesten Hallenkrypten zählen und mit Altären ausgestattet wurden, die den Mönchsvätern des orientalischen (Ostkrypta) und abendländischen Mönchtums (Westkrypta) geweiht waren. So sollte dem Anspruch der mittlerweile auf Geheiß Ludwigs des Frommen eingeführten Klosterreform Benedikts von Aniane auf legitime Fortführung altmonastischer Tradition und zugleich einem fuldaspezifischen benediktinischen Selbstverständnis sichtbarer Ausdruck verliehen werden. Außerdem wurden die neuen Konventsgebäude mit dem ausdrücklichen Ziel, dem Märtyrer Bonifatius möglichst nahe zu sein, im Westen an das Westquerhaus angefügt. Dadurch bestand nun unmittelbarer Zugang zur Westapsis mit dem Bonifatiusgrab, was die Trennung der Klausur von den Pilgerströmen erleichterte, denen das Langhaus und vermutlich auch die Krypten, die eine Unterschreitung der Heiltümer ermöglichten, zugänglich waren.
Noch im 9. Jahrhundert wurde im Osten ein Atrium, das sogenannte Paradies, vorgelegt. Zwei den Ostchor flankierende Türme entstammen vermutlich derselben Bauphase. Auch mit dieser axialen Anordnung folgte man wie mit der Doppelchörigkeit und dem Querhaus dem römischen Vorbild (Romano more) des St. Petersdoms. Die literarisch überlieferte Altaranordnung lässt sich rekonstruieren und als symbolische Repräsentation des monastischen und ekklesiologischen Selbstverständnisses des Fuldaer Konvents im Zeitalter der Cluniazensische Reformbewegung interpretieren. Die Westapsis war mit einer Wandmalerei des Fuldaer Mönchs Brun Candidus ausgestattet, die aller Wahrscheinlichkeit nach die Anbetung des Lammes durch die Führer (Ordines) der himmlischen Heerscharen und die Mönche des Fuldaer Konvents unter Führung seines Gründerabtes Sturmi zeigte.
Anfang 919 wurde der Ostfrankenkönig Konrad I. beim Kreuzaltar in der Mitte der Kirche bestattet, wo bis zur Umbettung in die Apsis 819 die Gebeine von Bonifatius gelegen hatten.
Die Größe und die Ausstattung der Kirche erregte die Bewunderung der Besucher. 973 kam Ibrāhīm ibn Yaʿqūb (Abraham ben Jaʿakow), ein jüdischer Gesandter des Kalifen von Córdoba Hakam II., auf dem Weg nach Merseburg nach Fulda. Er schrieb über den Dom von „Ebûlda“ (= Fulda): „Nie sah ich in allen Ländern der Christen eine größere <zu ergänzen: Kirche> als sie, noch eine reichere an Gold und Silber.“
Im Verlaufe des Mittelalters wurden erhebliche Veränderungen vorgenommen, auch hatte die Bausubstanz gelitten, doch wäre nach dem Urteil des für den Neubau verantwortlichen Baumeisters Johann Dientzenhofer eine Restaurierung und Barockisierung des vorhandenen Baus möglich gewesen. Stattdessen kam es 1704 zu einem Teilabriss. An der Stelle des mittelalterlichen Baues wurde unter Verwendung aufgehenden Mauerwerks im Auftrag des Fuldaer Fürstabts Adalbert von Schleiffras über der Bonifatiusgruft der heutige Fuldaer Dom im Stile des Barocks errichtet.
Vom ursprünglichen Inventar verblieb nur weniges in der neuen barocken Domkirche. Die Kanzel beispielsweise kam nach Rückers bei Flieden. Etliche Steinfragmente wie karolingische Steinsäulen verbauten die Handwerker in ihren neuen Behausungen am nahen Eichsfeld nördlich des Domes, wo sie noch heute vorzufinden sind.
Das „Goldene Rad“, ein mittelalterliches Läutwerk, das Johann I von Merlau im Jahr 1415 im Zuge der Renovierung nach dem Brand von 1398 stiftete, wurde wieder aufgehängt (siehe Hauptartikel in Fuldaer Dom). Athanasius Kircher veröffentlichte eine Abbildung in seiner Musurgia Universalis, Buch IX.